# Passerella dell'Isolotto
La passerella dell'Isolotto o delle Cascine è un ponte pedonale sull'Arno a Firenze, tra il lungarno dei Pioppi e il piazzale Kennedy.

## Storia
Realizzata nel 1962 come passaggio pedonale in calcestruzzo, collega il rione dell'Isolotto con il centro del parco delle Cascine. Il progetto fu degli ingegneri Carlo Damerini e Vittorio Scalesse. Fu inaugurata dal sindaco Giorgio La Pira domenica 3 marzo 1963 (come testimonia un articolo del quotidiano La Nazione di lunedì 4 marzo).
Un progetto per trasformarla in un ponte carrabile anche agli autobus fu avviato nel 2002, ma a seguito di polemiche i lavori furono sospesi, il cantiere restò fermo per molti mesi e infine smantellato, dato che un'opera del genere avrebbe causato un impatto difficilmente conciliabile con la zona monumentale del Parco.
Dopo una prima ordinanza di pedonalizzazione completa, il Comune di Firenze ha deciso di continuare a rendere transitabile a ciclomotori e motocicli visto l'aumento del traffico locale che era succeduto al periodo della sua chiusura.
A fine 2011 la passerella ha subito importanti lavori di restauro che hanno riguardato il ripristino del copriferro del calcestruzzo e la verniciatura di quest'ultimo, oltre che delle balaustre in acciaio.
Nel mese di giugno 2017 iniziano i lavori di riqualificazione della struttura. Tali lavori dovevano comportare la completa demolizione della struttura in cemento armato e posa della nuova in acciaio, e hanno visto la sostituzione della vecchia campata, pesante 200 tonnellate, con una struttura più leggera in acciaio da appena 60 tonnellate e priva di problemi di staticità. I primi ad attraversare il nuovo ponte nel giorno della riapertura, il 9 gennaio 2018, sono stati i piccoli delle classi 2a e 2c della scuola Montagnola, nel cuore del Q4.

## Descrizione
A campata unica, viene giornalmente attraversato da centinaia di persone che si recano al lavoro o ai plessi universitari  (è infatti la direttrice più breve tra il Quartiere 4 e il Quartiere 5), per via della sua posizione strategica, a metà strada tra i due ponti più vicini, quello alla Vittoria e quello all'Indiano) ed è specialmente trafficata la mattina del martedì quando si tiene il mercato delle Cascine. Seppure sia stata concepita come ponte pedonale, è consentito transitare dalla passerella dell'isolotto con velocipedi, ciclomotori e motocicli, purché condotti a mano e a motore spento.